# Rene Medvešek
Rene Medvešek (Velika Gorica, 21. lipnja 1963.) je hrvatski filmski i kazališni glumac, redatelj i profesor scenskog govora. 
Rene se rodio u Velikoj Gorici. Glumu je diplomirao na Akademiji dramskih umjetnosti u Zagrebu, gdje je od 2003. godine docent. Od 1989. godine, član je glumačkog ansambla Zagrebačkog kazališta mladih. U svojoj karijeri osvojio je brojne nagrade i priznanja, a ima i nekoliko zapaženih filmskih uloga: kao Vlado Mirić u filmu Mirotvorac, kao Ivica Kičmanović u dramskoj seriji U registraturi i brojne druge.

## Filmske uloge
- Kao Boris u filmu Vila Orhideja
- Kao Vanja u filmu Hrvatske katedrale
- Kao Kamensky u slovenskom filmu Veter v mreži
- Kao Boris u filmu Mjesec u djevici
- Kao kockar u 24 sata u životu žene
- Kao Janko u filmu Puška za uspavljivanje
- Kao bjegunac u filmu Sedma kronika
- Kao Vlado Mirić u filmu Mirotvorac

## Autorski i redateljski radovi
- Zimska bajka, Mig oka, Zagreb, 1992
- Mrvek i Crvek/ Lindgren/Torrud, Mig oka, Zagreb, 1994
- Hamper, Zekaem, Zagreb, 1996
- Nadpostolar Martin, GKL, Rijeka, 1998
- ČPGA/ Ayckbourn, Zekaem, Zagreb, 1999
- Julius Caesar / G.F.Haendel, Teatar Vero, Zagreb, 1999
- Brat Magarac, Zekaem, Zagreb, 2001
- Drvo je bilo sretno/ Seletković, Teatar EXIT, Zagreb, 2003
- U lugu onomuj/ Nalješković/ Medvešek, KMD, Dubrovnik, 2003
- Naš grad / Wilder, Zekaem, 2003
- Vrata do /Vidulić/Lozica/Medvešek, Zekaem, Zagreb, 2005
- Čudnovate zgode šegrta Hlapiča/ Brlić Mažuranić, GK Trešnja, 2006
- Najbolja juha! Najbolja juha!/Kristl/Lozica/Medvešek, Zekaem, 2008
- Oliver Twist/ Dickens/ Medvešek, GK Trešnja, 2007
- Glasi iz planina/Zoranić/Držić/Medvešek, Dblji, Dubrovnik, 2008
- Ne,prijatelj!/Introna/Ravichio, GK Trešnja, Zagreb, 2009
- Život je san/Calderon, DK Gavella, 2009
- Huddersfield/Šajtinac, ZKM 2018